# 單颺
单飏（？—？），字武宣，山阳郡湖陆县（今山东省鱼台县东南）人，东汉方士。

## 生平
单飏以方正独特、清苦自立，善于天文算术。初举孝廉，升任为太史令、侍中。出为汉中郡太守，因公事免职。后拜尚书，在任上去世。汉灵帝熹平末年，谯县曾有黄龙出现，光禄大夫桥玄问单飏：“这是什么征兆？”单飏回答：“谯县当有王者兴起。不到五十年，龙将再次出现，就是应验。”魏郡人殷登秘密记下。建安二十五年春，黄龙再次于谯县出现，当年冬，曹魏受禅取代东汉。

## 延伸阅读
[在维基数据编辑]
 《後漢書/卷82下》，出自范晔《後漢書》